# Leichtbauweise

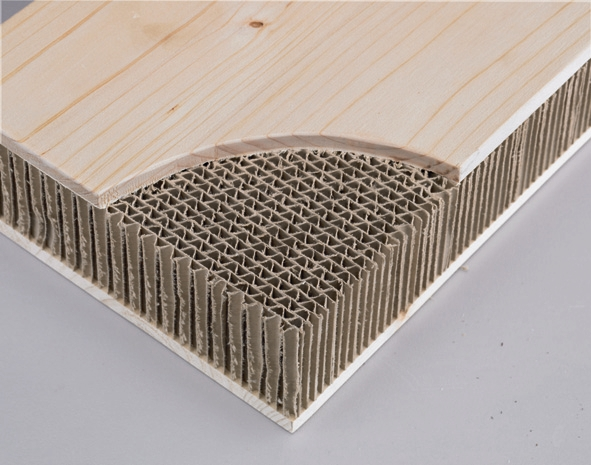
Leichtbauplatte mit Papierwaben

Leichtbauweise oder auch kurz Leichtbau ist ein Konstruktionsprinzip, welches die Gewichtseinsparung zum Ziel hat. Die Gründe für die Konstruktion in Leichtbauweise können dabei unterschiedlich sein und reichen vom geringeren Verbrauch an Rohmaterialien bei der Herstellung, was Kosten senkt und gleichzeitig auch den ökologischen Fußabdruck verkleinern kann, bis zur Herstellung von Produkten, die ohne konsequentem Leichtbau ihre Funktion nicht erfüllen können (zum Beispiel ein Luftschiff). Bei bewegten Massen (Fahrzeuge, Roboterarme, Maschinenkomponenten usw.) können durch Leichtbau die Betriebskosten reduziert und mit gleicher Kraft höhere Beschleunigungen erzielt werden. Einsparungen im Betrieb des optimierten Produktes steht häufig ein Mehraufwand bei Entwicklung, Herstellung und Montage gegenüber (Optimierungsproblem).
Leichtbau wird einerseits durch die konstruktive Gestaltung und andererseits durch die Werkstoffwahl erzielt. Es existiert keine genaue Abgrenzung für die Einstufung von Produkten als Leichtbau.

## Beispiele

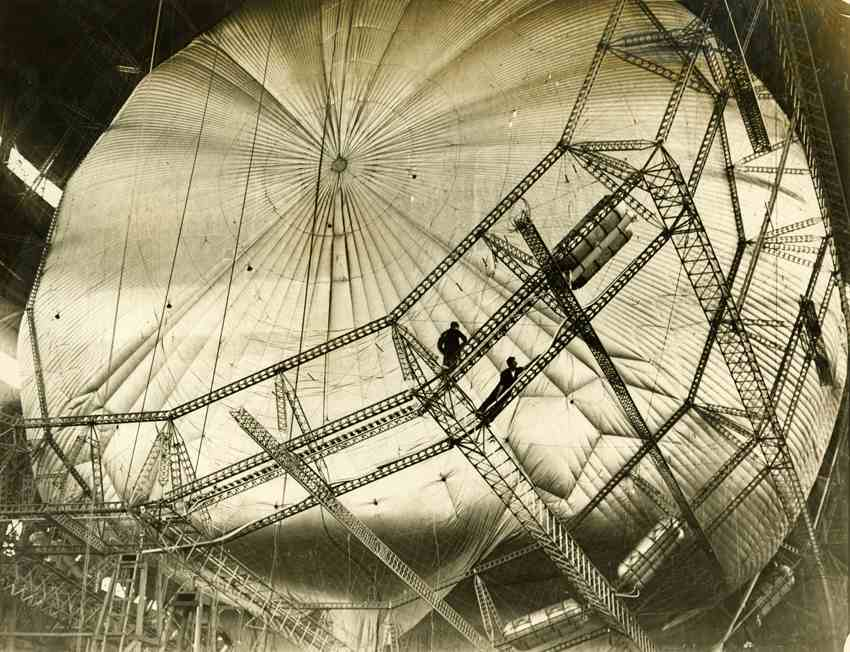
Das Gerippe eines 1929 gebauten Luftschiffs wurde als extrem filigranes Fachwerk ausgeführt.

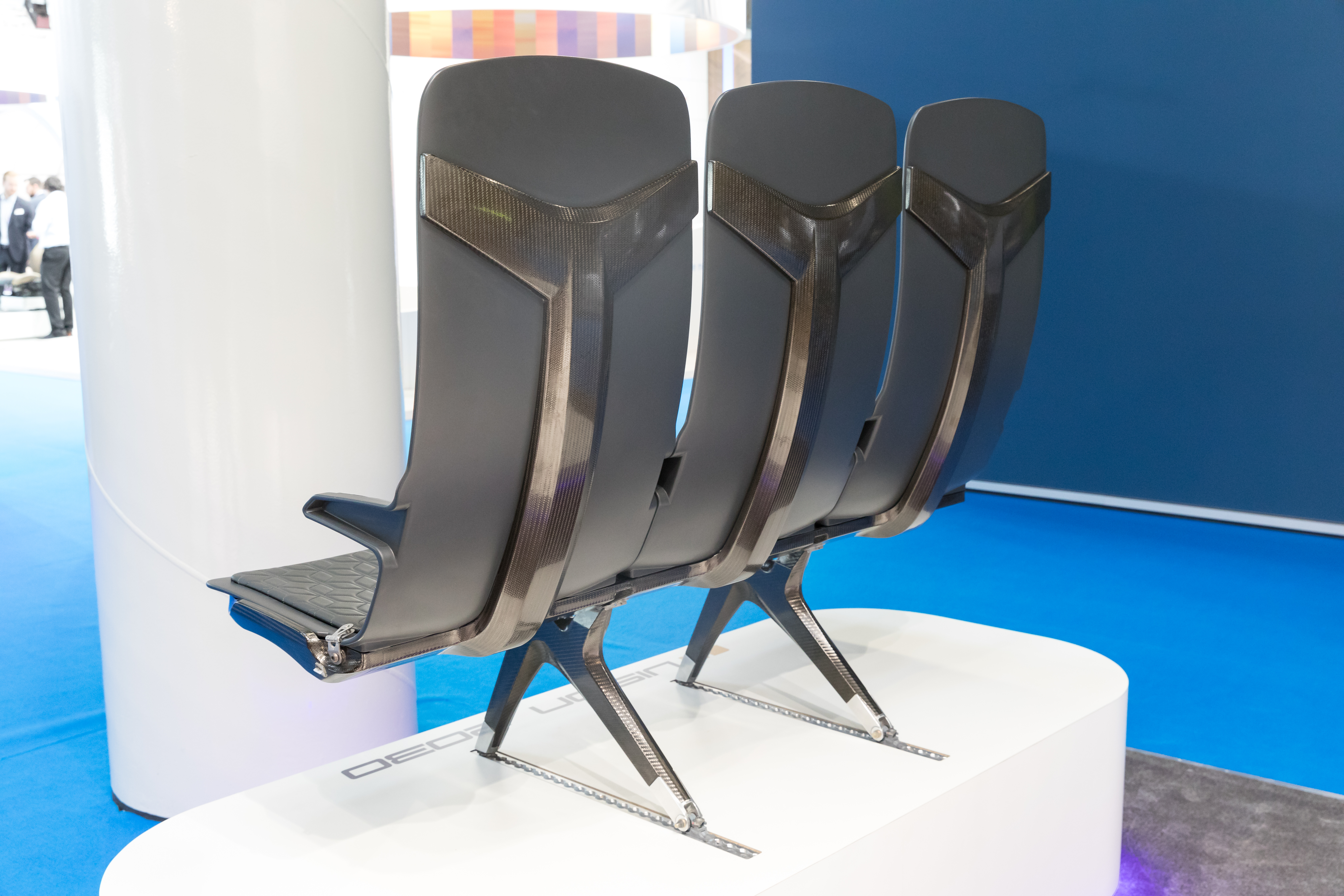
Konzept für Leichtbauflugzeugsitze mit 3,8 kg Masse pro Sitz

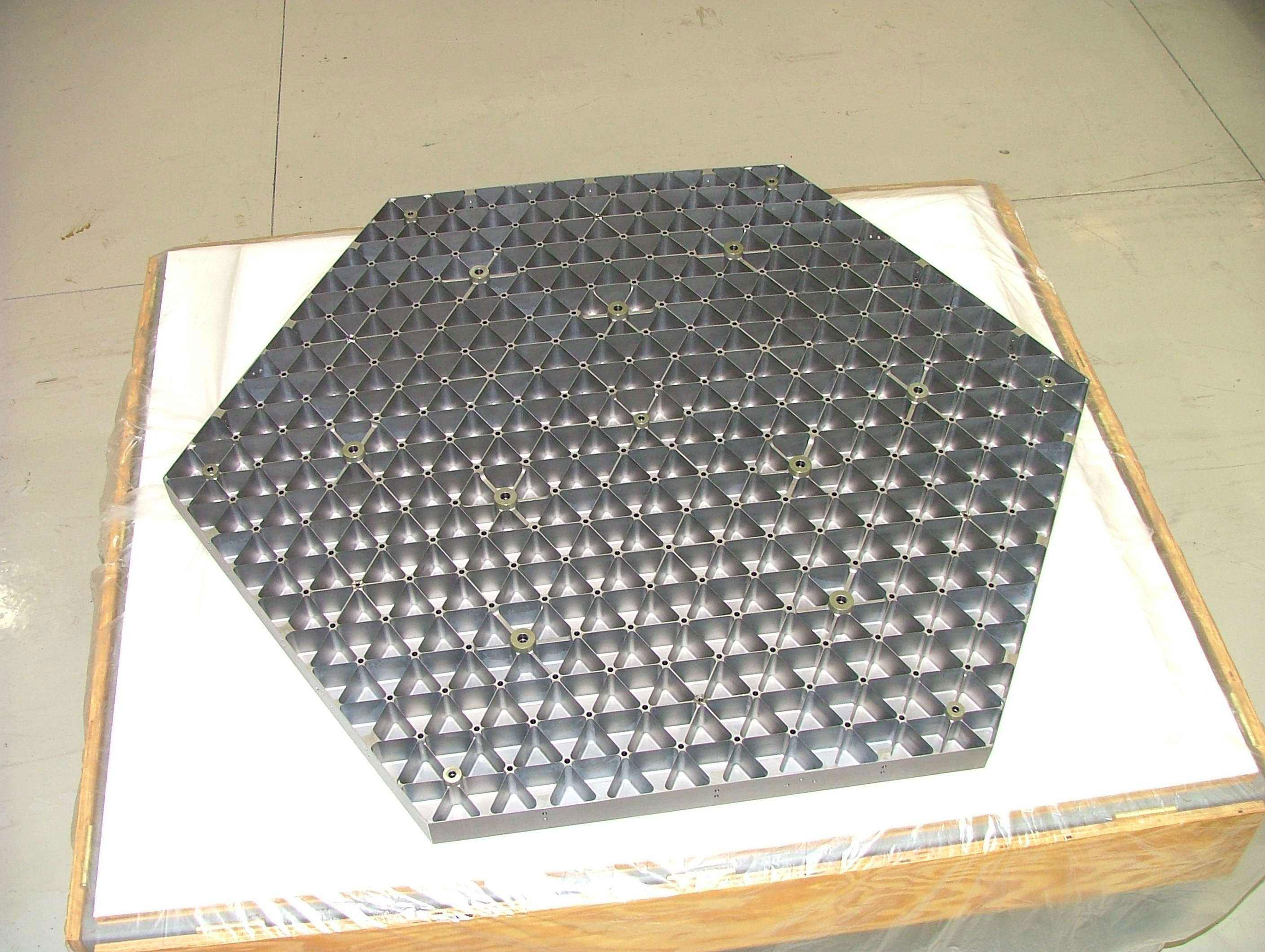
Rückseite eines Primärspiegelelements des James-Webb-Weltraumteleskops. Die Fertigung aus Beryllium als dreieckige Wabenstruktur macht die Spiegelelemente sehr leicht und wenig anfällig für mechanische oder thermische Verformung.

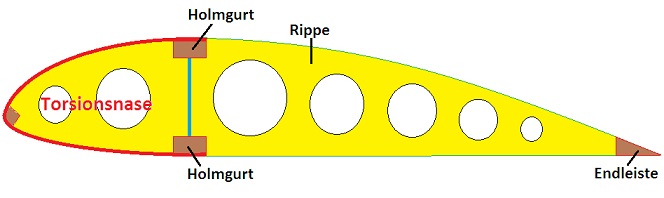
Aussparungen (engl. lightening holes) in der Versteifungsrippe der Tragfläche eines Flugzeugflügels zur Material- und Gewichtseinsparung

- Im Fahrzeugbau verwenden viele Hersteller Motorblöcke aus Aluminium. Diese sind zwar leichter als übliche Graugussmotorblöcke, doch das Material ist weniger steif und teurer. Gewichtsreduktion steigert bei gleicher Leistung auch die Fahrleistungen (Motorsport).
- Der Land Rover war 1948 das erste Serienfahrzeug mit großen Karosserieteilen aus Aluminiumblechen, wenn auch nicht aus Leichtbau-Gründen.
- Im Flugzeugbau hat man noch vor dem Fahrzeugbau Aluminiumteile verwendet.
- Die Citroën DS (1955) hatte erstmals ein großes Freiformteil (die Motorhaube) aus Aluminium und dazu ein Dach aus Kunststoff.
- Die von Matra gefertigten Matra 530, Bagheera Murena und Renault Espace waren, ähnlich wie der Trabant, mit einem tragenden Skelett aus Stahlrohrprofilen versehen, das mit leichten Tafeln aus faserverstärktem Kunststoff verkleidet war. Die Fahrzeugmasse des 4,25 m langen Espace der ersten Modellgeneration von 1984 war mit 1200 kg auf dem Niveau eines Mittelklasse-Pkw.
- Der Jaguar XE (Modelljahr 2015) verfügt im Segment der Mittelklasse mit 75 Prozent über den höchsten Aluminiumanteil. Basierend auf einer modularen Leichtbauplattform, erreicht er auch durch die beinahe vollständig aus recyceltem Aluminium gefertigte hochfeste Legierung RC5754 ein Rohkarosseriegewicht von nur 251 Kilogramm.[3][4]
- Der Eiffelturm gilt als ein von der Natur inspirierter Leichtbau; Vorbild war die Balkenstruktur der Knochen.

## Leichtbauprinzipien
Es gibt verschiedene Prinzipien, eine Leichtbaulösung zu konstruieren. Es bieten sich zur Verwirklichung die Entwurfsphase des Produkts, die eigentliche Konstruktionsphase und die Fertigungsphase an. Oft wird das Leichtbaupotenzial nicht voll ausgenutzt, weil der Schwerpunkt auf die Konstruktion gelegt wird.
In den letzten Jahren gewinnen Kunststoffe und speziell Faser-Kunststoff-Verbunde an Bedeutung. Ihre hohen spezifischen Steifigkeiten (z. B. Biege-, Dehn- oder Torsionssteifigkeit) und Festigkeiten machen sie zu attraktiven Leichtbauwerkstoffen. Sie bieten eine Fülle neuer Verarbeitungs- und Gestaltungsmöglichkeiten.
Eine zukunftsweisende Technologie, die derzeit noch in Entwicklung ist und vor allem für den Fahrzeugbau bestimmt ist, besteht darin, Stahlbleche und Aluminium-Massivteile bereits während der Umformung stoffschlüssig zu verbinden. Damit würde ein zusätzlicher Fügeschritt entfallen und belastungsoptimierte Bauteile ließen sich schnell und effizient herstellen.

### Prinzipien in der Entwurfsphase
Detaillierte Analysen der Kräfte am Bauteil sind für den Leichtbau wichtig. Lasten, die nur abgeschätzt werden und mit Sicherheitsfaktoren belegt sind, führen zu überdimensionierten Bauteilen. Gerade bei der Stabilitätsberechnung ist die genaue Kenntnis der Belastungen unverzichtbar. Rechenmethoden haben große Fortschritte gemacht; die Ubiquität von PCs mit hoher Rechnerleistung und bessere einschlägige Software ermöglichen es, heute viel mehr als früher zu berechnen (siehe auch Finite-Elemente-Methode).
Genaue Anforderungen im Lasten- bzw. Pflichtenheft führen zu leichten Strukturen. Die dimensionierenden Lastfälle, die ein Bauteil sieht, treten oft nicht gleichzeitig auf. Dimensioniert man das Bauteil auf das gleichzeitige Auftreten aller Maximallasten, so ist es robust, aber nicht leicht. Die Anforderungen an ein Bauteil sollten daher kritisch geprüft werden, um leichte Strukturen zu erhalten.

### Prinzipien in der Konstruktionsphase
Der Werkstoffleichtbau beruht darauf, den ursprünglichen Werkstoff eines Bauteils durch einen anderen Werkstoff mit höheren spezifischen Eigenschaften auszutauschen.
Hochfeste Stähle („Leichtbaustähle“) erlauben gegenüber konventionellen Stahlgüten meist geringere Wandstärken bei gleichen Bauteileigenschaften. Eine häufige Anwendung im Automobilbau ist die Substitution eines Stahlblechs durch ein höherfestes Stahlblech, ein Aluminiumblech oder Kunststoffteile (z. B. GFK oder SMC).
Im Kleinwagen- und Mittelklassesegment lohnen sich Gewichtsreduktionen, wenn sie bis ca. 5 € pro kg kosten. In der Oberklasse werden Lösungen bis 14 € pro kg akzeptiert, in der Luxusklasse sogar 20 € pro kg (je nach Einsatzort in der Karosserie).
Der konstruktive Leichtbau versucht, das Leichtbauziel durch konstruktive Maßnahmen zu erreichen. In erster Linie wird eine möglichst gleichmäßige Ausnutzung des Materialvolumens angestrebt. So werden z. B. biegebeanspruchte Bauteile durch Sandwichlösungen oder Fachwerke ersetzt. Prinzipiell wird versucht, möglichst dünnwandig zu konstruieren. Dies erhöht jedoch die Gefahr des Stabilitätsversagens (Beulen, Knicken), was eine genaue mechanische Analyse notwendig macht. Kräfte in Leichtbaukonstruktionen sollten direkt geleitet werden. Kerben erfordern meist einen Mehraufwand an Material und sollten daher vermieden werden. Fachwerkträger mit reinen Zug- und Druckstäben stellen dahingehend optimale Strukturen dar.
Der Systemleichtbau betrachtet nicht das einzelne Bauteil, sondern das ganze System. Durch Funktionsintegration kann eine einzelne Komponente durchaus schwerer werden. Die Einsparung durch die Funktionsintegration macht das System jedoch leichter, wodurch das Leichtbauziel im System erreicht wird. Der Systemleichtbau hat besonders bei Fahrzeugen eine große Bedeutung. Bei adaptiven Tragwerken werden die Prinzipien des Struktur- und des Systemleichtbaus verwendet.
Die Wahl eines geeigneten Füge- und Fertigungsverfahrens stellt eine weitere konstruktive Möglichkeit dar. Durch Laserschweißen kann z. B. auf die Überlappung von Blechen verzichtet werden. So ist eine leichtere Konstruktion möglich. Auch das Ersetzen von Nietverbindungen durch Klebverbindungen ist eine leichtbauwirksame Maßnahme. Schmiedebauteile haben oft eine höhere Schwingfestigkeit als identische Schweißkonstruktionen. Sie können daher mit geringeren Querschnitten konstruiert werden.

### Prinzipien in der Fertigungsphase
Durch enge Toleranzen, sowohl bei der Fertigung als auch beim Einkauf von Halbzeugen, kann das Leichtbauprinzip verwirklicht werden. Lässt man bei einem Blech von 1 mm Wanddicke eine Dickentoleranz von ±0,1 mm zu, so schwankt die Masse des Blechs um 20 %. Für den Flugzeugbau sind daher eng tolerierte Bleche notwendig.
Bezüglich der Festigkeiten muss beim Leichtbau ein Werkstoff mit geringer Streuung gewählt werden. Der Konstrukteur wählt nicht den Mittelwert der Festigkeiten, sondern eine Festigkeit, bei der z. B. 90 % aller Proben über dieser liegen. Streuen die Festigkeitswerte stark, muss das Bauteil überdimensioniert werden, um vor Versagen sicher zu sein.

## Leichtbauwerkstoffe
Leichtbauwerkstoffe zeichnen sich neben einem geringen spezifischen Gewicht durch hohe Festigkeit aus, entscheidend ist das Verhältnis der beiden Werte. Typische Leichtbauwerkstoffe sind z. B. Aluminiumlegierungen, hochfeste Stähle und Titan sowie Faserverbundwerkstoffe, insbesondere kohlenstofffaserverstärkter Kunststoff. 
Natürlich nachwachsende Leichtbauwerkstoffe sind zum Beispiel Holz, Bambus und Leinen. Auch Seide wurde wegen ihrer hohen Festigkeit bei geringem Gewicht im Leichtbau eingesetzt, die Begriffe Ballon- oder Fallschirmseide stehen aber heute für Gewebe aus Kunstfaser. Allgemein ging mit der Entwicklung moderner synthetischer Werkstoffe die Verwendung nachwachsender Rohstoffe im Leichtbau zurück. Während die Verwendung nachwachsender Rohstoffe allgemein als nachhaltig gilt, steht der Gebrauch von Tropenhölzern, wie etwa des sehr leichten Balsaholzes, in der Kritik, weil deren Nutzung den Raubbau fördert.
Ein möglicher Leichtbauwerkstoff der Zukunft ist Graphen. Neben anderen herausragenden Eigenschaften besitzt Graphen eine rund 100 mal höhere Zugfestigkeit als hochfester Stahl, bisher können jedoch nur wenige Mikrometer kleine Graphenteile produziert werden.

## Leichtbau bei Bauwerken
Im Bauwesen ist der Gegenbegriff zum Leichtbau der Massivbau. Die meisten Bauwerke sind und werden in Massivbauweise errichtet, bei der Wände meist aus Mauerwerk oder Beton gefertigt sind und die statisch tragende Struktur bilden. Bei der Leichtbauweise wird einerseits zwischen der Skelettbauweise sowie der verwandten Ständerbauweise und andererseits dem Holzbau unterschieden. Die Leichtbauweise ermöglicht es Wände mit den darin verbauten Installationen in Fabrikhallen anzufertigen, das geringere Gewicht reduziert Transportkosten und vereinfacht das Aufstellen der Fertigteile. Leichtbauweise kann durch die Reduktion des Bedarfs an Baumaterialien sowie durch Erhöhung des Anteils regenerierbarer Werkstoffe umweltschonender sein als die Massivbauweise. Für die Nutzer selbst bietet Leichtbau insofern Vorteile, als er raschen Baufortschritt und Nutzflächenmaximierung ermöglicht. 
Gegen die Gefahr durch Brand werden im modernen Holzbau feuerfeste Beschichtungen eingesetzt. Feuerwehren stehen dem Baustoff Holz aufgrund seines kalkulierbaren Brandverhaltens sogar grundsätzlich positiv gegenüber. Allerdings ist die Gebäudeversicherung häufig höher als bei vergleichbaren Massivhäusern, da der Schaden pro Brandfall größer ist.
In Österreich setzt sich unter anderem die 2006 gegründete Plattform Bau.Genial für die Weiterentwicklung des Leichtbaus und den Transfer diesbezüglichen Wissens ein. Mit Guholzbau etablierte sich im Mai 2010 außerdem eine Plattform, die Auftraggeber und -nehmer im Holzbaubereich zusammenführt.
Eine Form der Leichtbauweise wurde bereits ab dem 12. Jahrhundert in der gotischen Baukonstruktionen angewendet. Die weitgehende Durchbrechung der Außenwandflächen durch Fenster sowie eine Reduzierung der Wandstärken und Gewölbemasse auf ein Minimum erlaubten die Errichtung von immer höheren Bauwerken, die zudem eine ganz neue Ästhetik boten, als ältere Bauweisen.

## Verwandte Themen
- Die Leichtbauweise kann kombiniert werden mit adaptiven Tragwerken.
- Werkstoffauswahl